# Военный юрист
Вое́нный юри́ст:
1. Военнослужащий (офицерского состава), как правило, имеющий высшее юридическое образование и занимающийся правовым обеспечением вооружённых сил.
2. Специальное воинское звание для среднего военно-юридического состава Красной Армии и ВМФ СССР в 1935—1943 годах. Введено Постановлениями ЦИК СССР № 19 и СНК СССР № 2135 от 22 сентября 1935 года одновременно с другими персональными воинскими званиями. Соответствовало воинскому званию старший лейтенант для командного состава Красной Армии и ВМФ СССР. Предыдущее специальное звание — младший военный юрист, следующее по старшинству — военный юрист 3-го ранга. В 1942 году специальное воинское звание военный юрист, одновременно с другими званиями военно-юридического состава, Постановлениями ГКО СССР № ГОКО-2822 от 4 февраля 1943 года для Красной Армии и № 2890 от 14 февраля 1943 года для ВМФ СССР было заменено на звание старший лейтенант юстиции.

## День специалиста юридической службы
День специалиста юридической службы отмечается в России 29 марта: этот профессиональный праздник закреплён указом Президентом Российской Федерации от 31 мая 2006 года № 549 «Об установлении профессиональных праздников и памятных дней в Вооруженных Силах Российской Федерации». Официально праздник отмечается с 2007 года. Указанный нормативный акт устанавливает профессиональные праздники и памятные дни в Вооруженных силах Российской Федерации, однако в России имеются иные органы исполнительной власти, в которых законодательством предусмотрена военная служба, например ФСБ РФ, ФСО РФ, в которых соответственно имеются свои юридические подразделения. Поэтому 29 марта не для всех военных юристов является профессиональным праздником.

## Военно-юридическое образование в США
Основной формой подготовки военных юристов в США является их обучение на курсах усовершенствования специалистов военно-юридической службы. При этом первичное военно-юридическое образование дается в видовых военно-юридических учебных заведениях.
- Сухопутные войска — школа военных юристов (Шарлотсвилл, Вирджиния).
- Военно-морские силы — юридический институт ВМС США (Ньюпорт, Род-Айленд).
- Военно-воздушные силы — военно-воздушная школа юстиции (авиабаза Максвелл, Алабама)[4].

В высшем военном руководстве также имеется должность юриста — юридического советника Председателя Объединённого комитета начальников штабов, высшего военнослужащего США.

## Профессия военного юриста
Военные юристы занимают должности судей военных судов, юрисконсультов, следователей. Также преподают специальность в военных ВУЗах.
Военные следователи занимаются расследованием уголовных дел, где подозреваемыми/обвиняемыми являются военнослужащие. Военная прокуратура Российской Федерации осуществляет надзор за органами ФСБ, пограничными войсками. Следят за соблюдением законности во всех организациях, имеющих воинские формирования.
В армиях зарубежных стран[каких?] работа военных юристов также заключается в правовом обеспечении деятельности соответствующих органов военного управления, расследовании, обвинении и защите лиц, обвиняемых в преступлениях, совершенных в армии, включая убийства, государственную измену и терроризм, а также нормотворческой деятельности.
Опыт правового регулирования в армиях зарубежных стран[каких?] служебно-боевой деятельности находится на очень высоком уровне. Например, в дивизии армии США имеется 25 штатных юрисконсультов, в том числе 2—3 специалиста по оперативному планированию. Среднее число военнослужащих, приходящихся на одного юриста, составляет 800 человек. Наличие такого большого штата юристов, особенно по сравнению с нашими службами (например, в отдельной дивизии оперативного назначения, бывшей дивизии им. Ф. Э. Дзержинского всего лишь 7 юристов), вызвано созданием в армии США стройной системы подготовки будущих командиров к предстоящему руководству воинскими частями, соединениями с правовой точки зрения.
Военные юристы осуществляют деятельность и в условиях боевых действий.